# Remigia persubtilis
Remigia persubtilis är en fjärilsart som beskrevs av Walker 1858. Remigia persubtilis ingår i släktet Remigia och familjen nattflyn. Inga underarter finns listade.